# Східна армійська група
Східна армійська група (рос. Восточная армейская группа) — армійська група радянських військ, що діяла у складі Українського фронту за часів вторгнення в Польщу.

## Історія
24 вересня 1939 року під час вторгнення СРСР до Польщі, Волочиська армійська група Українського фронту була перейменована на Східну армійську групу. Війська групи знаходилися на місці, проводили розвідку навколишньої місцевості.
25 вересня на світанку війська армійської групи почали рух на захід.
З 25 по 28 вересня війська Східної армійської групи протягом світлого часу просувалися до річки Сян на демаркаційну лінію, встановлену Німецьким урядом і урядом СРСР між німецькою і радянською аріями, що проходила по річці Пісса до її впадання у річку Нарев, далі на південь по Нареву до впадання в річку Західний Буг, далі по Західному Бугу до річки Вісла, далі до впадання в неї річки Сян і далі по річці Сян до її витоків.
28 вересня війська 2-го кк (3-тя та 5-та кд, 24-та лтбр, без 14-ї кд) виставили дозори на річці Сян у район Буковина, Дібча, Дзікув, 24-та лтбр дійшла до Чесаніва. Того ж дня Східна армійська група перейменована на 6-у армію РСЧА.

## Східна армійська група
| Сформована                            | У складі          | Час існування        | Бойовий шлях битви, операції, бої | Бойовий шлях битви, операції, бої | Склад          | Подальша доля         | Командувачі   |
| Сформована                            | У складі          | Час існування        | Оборонні                          | Наступальні                       | Склад          | Подальша доля         | Командувачі   |
| ------------------------------------- | ----------------- | -------------------- | --------------------------------- | --------------------------------- | -------------- | --------------------- | ------------- |
| шляхом перейменування Волочиської АГр | Український фронт | 24 — 28 вересня 1939 | Не брала участі                   | Польський похід                   | 17-й ск 2-й кк | перетворена на 6-ту А | Голиков П. І. |